# The Singles Collection (Britney Spears)
The Singles Collection je druga kompilacija najvećih hitova američke pjevačice Britney Spears, objavljena je 10. studenog 2009. pod izdanjem 
Jive Recordsa. Album sadrži novu pjesmu "3" koja je objavljena kao singl.

## Pozadina
Dana, 12. srpnja 2009. Spears je preko svog Twittera potvrdila kako je počela raditi na novom materijalu i kako je išla u studio to snimiti sa švedskim producentom Max Martinom.
23. rujna 2009. je preko svoje službene stranice potvrdila kako će objaviti kompilaciju najvećih hitova. 23. studenog 2009. je potvrđen datum objavljivanja i prvi singl s albuma "3".

## Uspjeh albuma
U SAD-u album je debitirao na 22. mjestu ljestvice Billboard 200 prodavši 26.800 kopija u prvom tjednu. Sve do veljače 2010. godine album se prodao u 126.000 kopija. U Kanadi se album prodao u 40.000 kopija i pritom dobio zlatnu certifikaciju od CRIA-e. Album se nije visoko plasirao na europskim ljestvicama.

## Singlovi
- Pjesma "3" objavljena je 23. rujna 2009. godine kao prvi i jedini singl s albuma. Pjesma je debitirala na prvoj poziciji ljestvice Billboard Hot 100 i time postavila mnogo rekorda. U Kanadi pjesma je također debitirala na prvoj poziciji. U mnogim europskim državama se našla u top 10.

## Popis pjesama
1. "3" - 	3:25
2. "...Baby One More Time" - 3:31
3. "(You Drive Me) Crazy" - 3:17
4. "Born to Make You Happy" - 3:35
5. "Oops!... I Did It Again" - 3:31
6. "Stronger" - 3:23
7. "I'm A Slave 4 U" - 3:25
8. "Boys (The Co-Ed Remix)" - 3:46
9. "Me Against the Music" - 3:45
10. "Toxic" - 3:20
11. "Everytime" - 3:50
12. "Gimme More" - 4:11
13. "Piece of Me" - 3:32
14. "Womanizer" - 3:43
15. "Circus" - 3:11
16. "If U Seek Amy" - 3:36
17. "Radar" - 3:48

## Ljestvice
| Ljestvice (2009. – 2010.) | Najviša pozicija |
| ------------------------- | ---------------- |
| Australija                | 23               |
| Belgija (Flandrija)       | 50               |
| Belgija (Valonija)        | 23               |
| Danska                    | 30               |
| Nizozemska                | 77               |
| Finska                    | 49               |
| Francuska                 | 10               |
| Grčka                     | 40               |
| Italija                   | 27               |
| Japan                     | 8                |
| Meksiko                   | 15               |
| Novi Zeland               | 22               |
| Norveška                  | 36               |
| Španjolska                | 43               |
| UK                        | 38               |
| SAD Billboard 200         | 22               |